# Partouche Poker Tour

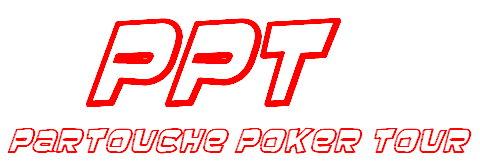

Il Partouche Poker Tour (PPT) è stato una serie di tornei di poker che si è svolta nel periodo 2008-2012 al Casinò Palm Beach a Cannes.
L'evento principale era il Main Event al quale si poteva partecipare pagando il biglietto d'ingresso o mediante tornei satelliti che si svolgevano durante tutto l'anno nei diversi casinò del Groupe Partouche e nelle sale da poker online.

## Risultati del Main Event

### 2008[1]
| Posizione | Nome               | Premio      |
| --------- | ------------------ | ----------- |
| 1         | Alain Roy          | € 1,000,000 |
| 2         | Claudio Rinaldi    | € 511,100   |
| 3         | Antonin Teisseire  | € 335,000   |
| 4         | Stephane Bazin     | € 225,500   |
| 5         | Philippe Narboni   | € 156,500   |
| 6         | Jean-Philippe Rohr | € 123,000   |
| 7         | Brice Cournut      | € 100,500   |
| 8         | Michel Abécassis   | € 78,500    |
| 9         | Gus Hansen         | € 58,000    |

### 2009[2]
| Posizione | Nome                 | Premio      |
| --------- | -------------------- | ----------- |
| 1         | Jean-Paul Pasqualini | € 1,000,000 |
| 2         | Cédric Rossi         | € 606,700   |
| 3         | Gianni Giaroni       | € 357,200   |
| 4         | Michel Janvier       | € 262,400   |
| 5         | Wesley Pantling      | € 211,800   |
| 6         | Hassan Fares         | € 155,800   |
| 7         | Michael Tureniec     | € 133,600   |
| 8         | Mika Puumalainen     | € 118,700   |
| 9         | Henri Kettunen       | € 102,300   |

### 2010[3]
| Posizione | Nome               | Premio      |
| --------- | ------------------ | ----------- |
| 1         | Vanessa Selbst     | € 1,300,000 |
| 2         | Raphael Kroll      | € 800,000   |
| 3         | Fabrice Soulier    | € 500,000   |
| 4         | Tommi Etelapera    | € 360,000   |
| 5         | Ibrahim Raouf      | € 300,000   |
| 6         | Soren Konsgaard    | € 240,000   |
| 7         | Cyril André        | € 187,500   |
| 8         | Tobias Reinkemeier | € 130,700   |

Il giocatore tedesco Ali Tekintamgac, arrivato al tavolo finale, è stato squalificato per aver barato

### 2011[5]
| Posizione | Nome                 | Premio      |
| --------- | -------------------- | ----------- |
| 1         | Samuel Trickett      | € 1,000,000 |
| 2         | Salman Behbehani     | € 600,000   |
| 3         | Oleksii Kovalchuk    | € 379,760   |
| 4         | Ilan Boujenah        | € 300,000   |
| 5         | Roger Hairabedian    | € 230,000   |
| 6         | Mustapha Kanit       | € 190,000   |
| 7         | Aleksander Dovzhenko | € 160,000   |
| 8         | Alexandre Coussy     | € 130,000   |
| 9         | Mads Wissing         | € 100,000   |

### 2012[6]
| Posizione | Nome                | Premio      |
| --------- | ------------------- | ----------- |
| 1         | Ole Schemion        | € 1,172,850 |
| 2         | Karen Sarkisyan     | € 693,494   |
| 3         | Aaron Lim           | € 417,499   |
| 4         | Dan O'Brien         | € 341,991   |
| 5         | Marcello Marigliano | € 267,492   |
| 6         | Fabrice Touil       | € 223,498   |
| 7         | Dan Smith           | € 178,496   |
| 8         | Tomeu Gomila        | € 139,499   |
| 9         | Tom Alner           | € 105,404   |